# Piotr Nalepa
Piotr Nalepa (ur. 1965) – gitarzysta i kompozytor, syn Miry Kubasińskiej i Tadeusza Nalepy.

## Życiorys
Karierę rozpoczynał u boku ojca, w którego zespole występował nieprzerwanie od 1993 r.
W latach 2007–2009 był współorganizatorem Breakout Festiwal, dedykowanemu pamięci Miry Kubasińskiej i Tadeusza Nalepy.
Od 2007 roku rokrocznie zasiada w jury Festiwalu Bluesowo-Rockowego im. Miry Kubasińskiej „Wielki Ogień” odbywającego się w Ostrowcu Świętokrzyskim.
W styczniu 2008 r., z okazji 40. rocznicy założenia grupy Breakout, ruszyła trasa Piotr Nalepa Breakout Tour, w której muzykowi towarzyszył zespół Nie-bo oraz gościnnie Maciej Maleńczuk, z którym chęć współpracy wyraził przed śmiercią Tadeusz Nalepa. Do listopada 2008 r. odbyło się ok. 30 koncertów w ramach trasy Piotr Nalepa Breakout Tour (w tym kilka za granicą).
14 sierpnia 2009 r. Piotr Nalepa wystąpił z grupą Nie-bo na dziedzińcu Urzędu Miasta Poznania. Koncert zorganizowano z okazji 50. rocznicy polskiego Rock & Rolla, dedykowany był ojcu polskiego big-beatu Franciszkowi Walickiemu, który skończył 88 lat.
W latach 2008–2009 w Cieszanowie odbyły się dwie edycje Breakout Festiwal, którym patronował i występował na nich Piotr Nalepa. W 2010 roku podczas kolejnej edycji festiwalu, który przeniósł się do Rzeszowa, występował zespół Piotr Nalepa Breakout Tour oraz zespół Dżem. W 2020 roku odbyła się 11. edycja festiwalu pod nazwą Rzeszów Breakout Days, współorganizowana przez Estradę Rzeszowską, podczas której m.in. występował Piotr Nalepa ze swym zespołem.
Piotr Nalepa współpracował także z innymi artystami, głównie jako kompozytor, m.in. Kasią Kowalską i Januszem Panasewiczem. Brał także udział w nagrywaniu muzyki do filmów Sposób na Alcybiadesa (1997) i Spona (1998).

## Nagrody
- Laureat Nagrody Miasta Gdańska w Dziedzinie Kultury „Splendor Gedanensis” (za 2013)[5]

## Dyskografia

### z Tadeuszem Nalepą
- 1989 To mój blues
- 1994 Jesteś w piekle
- 1995 Najstarszy zawód świata
- 1996 Flamenco i blues
- 1999 Zerwany film
- 2001 Dbaj o miłość (kompilacja)
- 2002 Sumienie
- 2006 60 urodziny (koncert, DVD/CD)
- 2006 1982-2002 (boks 13 CD)

### z zespołem Nie-bo
- 2007 „Do kogo idziesz” / „Chciałabym być słońcem” (singel)
- 2008 „Czarno-Czarny film” (na płycie W hołdzie Tadeuszowi Nalepie)
- 2009 „Chciałabym być słońcem”, „Do kogo idziesz” (na płycie Breakout Festiwal 2007 – Wysłuchaj mojej pieśni Panie)

### Jako kompozytor i wykonawca
- 1988 Nagie skały (Bajm)
- 1996 Czekając na... (Kasia Kowalska)
- 1998 Pełna obaw (Kasia Kowalska)
- 2000 Tytuł płyty (Grejfrut)
- 2008 Panasewicz (Janusz Panasewicz)